# Ik zag Cecilia komen (liedbundel)
Ik zag Cecilia komen is een bundel volksliedjes uit Vlaanderen en Nederland.
De bundel, aangekondigd als Groot gezinsliedboek uit de Nederlandse liederschat, werd uitgegeven door Lannoo onder ISBN 90 209 0894 4 en verscheen in twee oplagen, namelijk in 1980 (gedenkjaar van Guido Gezelle en van Albrecht Rodenbach) en 1981. Tot de samenstellers behoorden Johan Fleerackers en anderen.
Naast enkele korte inleidende hoofdstukken volgen 150 liederen, waarbij naast de tekst ook de muziek van de melodie werd afgedrukt. De liederen zijn gegroepeerd in de volgende hoofdstukken:
1. Ik zag Cecilia komen: Minneliederen
2. Het waren twee koningskinderen: Balladen
3. Het was een maget uitverkoren: Kerst- en gewijde liederen
4. Zeg kwezelke wilde gij dansen?: Luimige liederen
5. Wie zal er ons kindeke douwen: Stemmingsliederen
6. Wel Annemarieke: Studentenliederen
7. Dan mocht de beiaard spelen: Volk en land

De indeling is niet altijd even logisch. Zo werd de – toch betrekkelijk korte – canon Neemt mij in der hand, waarmee de Nederlandtsche Gedenck-Clanck van Adriaen Valerius wordt ingeleid, bij de balladen ingedeeld. Daarnaast zijn sommige liederen, zoals De Vlaamse leeuw van Hippoliet Van Peene, nogal bombastisch en bloeddorstig.
In tegenstelling tot oudere bekende bundels als Kun je nog zingen, zing dan mee en Nederlands volkslied, legt de bundel Ik zag Cecilia komen wat meer de nadruk op het Vlaamse volkslied.